# De appelvreters
De appelvreters is het 167ste stripverhaal van Jommeke. De reeks wordt getekend door striptekenaar Jef Nys. Scenarist is Jan Ruysbergh.

## Verhaal
De koningin van Kachar El Nachar gaat naar Jommeke om raad te vragen voor een hevige jeuk. Gobelijn verklaart dat deze komt van de faraomier. De reuzemier bedreigt de piramide van De koningin van Kachar El Nachar. Jommeke komt erachter dat de reuzemieren verzot zijn op appels. Ze maken een kuil met appels, waar ze de reuzemieren in lokken. Met een speciale stof worden de mieren uitgeschakeld. Alles lijkt opgelost.
Na enkele dagen is er een nieuwe plaag van faraomieren in Zonnedorp. Professor Gobelijn maakt een nieuwe, betere stof om de mieren te vernietigen. Hij moet enkel nog zweet van een Egyptische koningin hebben om zijn middel te voltooien. Door de nieuwe stof, verdwijnen de reuzenmieren. De rust keert terug in Zonnedorp.

## Achtergronden bij het verhaal
- De koningin van Kachar El Nachar, een Egyptische koningin, kwam eerder voor in album 157.